# Middelfart Station
Middelfart Station er en jernbanestation i Middelfart på Den fynske hovedbane (Nyborg-Fredericia).

## Historie
Stationen på Jernbanegade 39 blev taget i brug i 1935 ved åbningen af Lillebæltsbroen, hvor banen fik sin nuværende linjeføring. Indtil da endte den fynske hovedbane ved færgelejerne i Strib, og Middelfarts daværende station lå derfor nordøst for bykernen for enden af Banegaardsvej (nu Gl. Banegårdsvej). Denne station er bevaret som kontorejendom på Industrivej 3 og er nyistandsat i 2012.

### Middelfart Havnebane
Middelfart Havnebane grenede oprindeligt fra 200 m syd for den gamle station. Efter omlægningen af hovedsporet i 1935 fik havnebanen forbindelse med den nye station gennem et krumt spor, som fra stationen først gik mod nordøst og blev sluttet til det gamle hovedspor mod Strib nord for Odensevej. Stribbanen blev nu et godsspor under Middelfart station. Det krumme spor fortsatte fra Odensevej mod nordvest og vest og blev sluttet til det gamle havnespor nord for Gl. Banegårdsvej, øst for Tværgade.

#### Bevaret banetracé
Middelfart Havnebanes tracé er bevaret undtagen på selve Havnegade og på det oprindelige stykke mellem den gamle station og Tværgade.
- Forbindelsessporet fra (den nye) Middelfart station
- Nord for Odensevej er sporet taget op. Havnebanens tracé tv. og Stribbanens th. er nu asfalteret
- I 2012 lå der stadig skinner mellem Odensevej og Gl. Banegårdsvej
- Den asfalterede havnebanesti krydser Gl.Banegardsvej
- Havnebanens tracé nord for Gl.Banegardsvej - her mødtes det gamle og det nye havnespor
- Havnebanens tracé vest for Tværgade
- Havnebanens tracé på vej ned mod Havnegade

- Wikimedia Commons har flere filer relateret til Middelfart Havnebane

### Brenderupbanen
Nordvestfyenske Jernbane til Odense og Bogense havde fra 5. december 1911 endestation på den gamle Middelfart station. Det nye havnespor gav også denne bane adgang til den nye station, hvorved banen blev 1,3 km længere. Brenderupbanen blev nedlagt 31. marts 1966.